# Говард Фрімен
Говард Фрімен Шоппе (англ. Howard Freeman Schoppe; нар. 9 грудня 1899, Гелена, Монтана, США — пом. 11 грудня 1967, Нью-Йорк, США) — американський актор театру та кіно, продюсер.

## Життєпис
Говард Фрімен народився 9 грудня 1899 року в м. Гелена, Монтана, США. У 1917 році закінчив Академію Філліпса. Воював у Першій світовій війні. Закінчив Єльський університет. Після цього переїхав до Франції, де закінчив Сорбонський університет. Повернувшись в США, він оселився в Нью-Йорку. На бродвейській сцені дебютував у 1922 році.
У кінематографі почав працювати досить пізно, в 1940-х роках, коли йому вже виповнилось 40 років. Перший фільм з його участю («Інфляція») вийшов у 1942 році.
У 1939 році побрався з Рут Дібл, з якою мав сина Вільяма.

## Вибрана фільмографія
Актор
- 1942 «Інфляція» — містер Квіллі

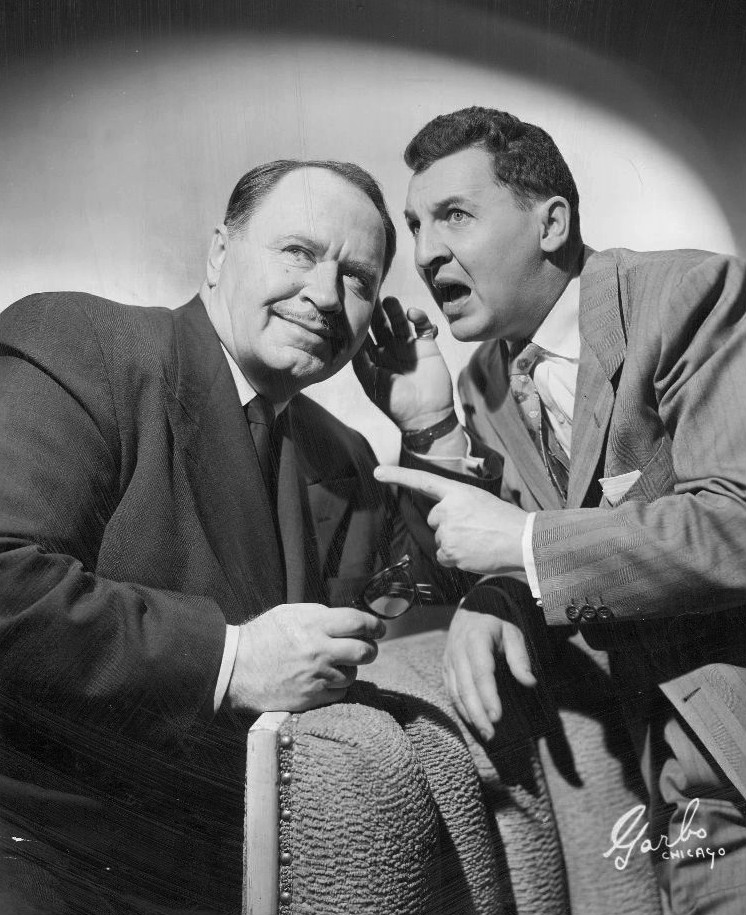
Говарда Фрімана (ліворуч) та Едді Брекен. 28 листопада 1954.

- 1943 «Повітряні рейдери» — Нортон
- 1943 «Пілот № 5» — Генк Дурбан
- 1943 «Мадам Кюрі» — професор Констант
- 1944 «Нормування» — Кеш Ріддл
- 1944 «Познайомтеся з людьми» — містер Джордж Пітвік
- 1944 «Американський роман» — помічник Джаррета
- 1944 «Танці на Мангеттені» — Джордж Гартлі
- 1944 «Кароліна блюз» — Том Ґордон
- 1944 «Неписаний код» — Норріс
- 1945 «Куди ми звідси підемо?» — Кріґер
- 1945 «Мексикана» — Біґль
- 1946 «Будинок жахів» — Гал Ормістон
- 1946 «Ніч та день» — Макс Фішер
- 1946 «Месьє Бікар» — король Філіп II
- 1947 «Каліфорнія» — сенатор Крієль
- 1947 «Ідеальний шлюб» — Пітер Гаґґерті
- 1947 «Довга ніч» — шериф Нед Меде
- 1947 «Магічне місто» — Ніклебі
- 1947 «Касс Тімберлен» — Герві Пілнт
- 1948 «Якщо ти дізнався про Сьюзі» — Клінтон
- 1948 «Літній відпочинок» — Пібоді
- 1948 «У центральному парку» — Мірон Шульц
- 1948 «Надішліть мій відгук на Бродвей» — містер Вальдрон
- 1948 «Плач великого міста» — Салліван
- 1948 «Лист незнайомки» — Кастнер
- 1948 «Дівчина з Мангеттена» — Сем Гріффін
- 1948 «Зміїна яма» — доктор Кертіс
- 1950 «Ідеальні незнайомців» — Артур Тімкін
- 1951 «Подвійний динаміт» — Р. Б. Пульсіфер-старший
- 1952 «Скарамуш» — Мішель Ванно
- 1952 «Точка повороту» — Фоґель
- 1952 «Мільйон доларів для русалки» — Олдріч
- 1965 «Шановна Бріджітт» — Дін Сойєр

Продюсер
- 1965 «Погані дівчата плачуть»[2]